# Gustaw Arnold Fibiger I

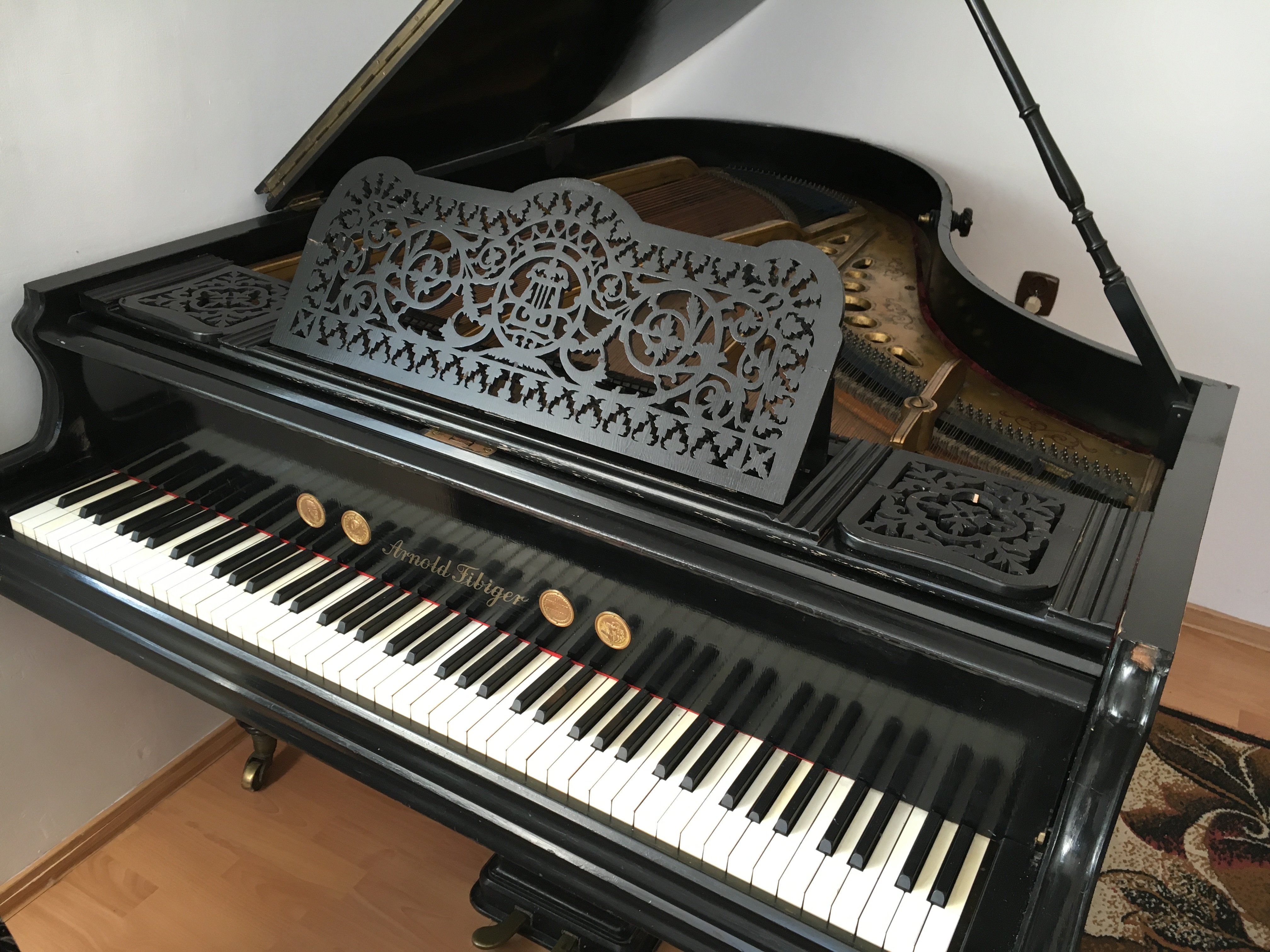
Wytwórnia: Arnold Fibiger
Numer seryjny: 1514
Rok budowy: ok. 1892

Gustaw Arnold Fibiger I (ur. 16 października 1847 w Kaliszu, zm. 5 lutego 1915 w Warszawie) – polski budowniczy fortepianów, przemysłowiec, założyciel Fabryki Fortepianów i Pianin Arnold Fibiger w Kaliszu (1878).
W kaliskiej willi przemysłowca gościli m.in. Artur Rubinstein, Witold Małcużyński i Maria Dąbrowska. Instrumenty firmy „Arnold Fibiger” były w owych czasach cenione i nagradzane na wystawach przemysłowych w całej Europie. 
Gustaw Arnold Fibiger I został pochowany w rodzinnym grobowcu na cmentarzu ewangelicko-augsburskim w Kaliszu. Dzieło ojca kontynuował Gustaw Fibiger II.